# Jeff Minter

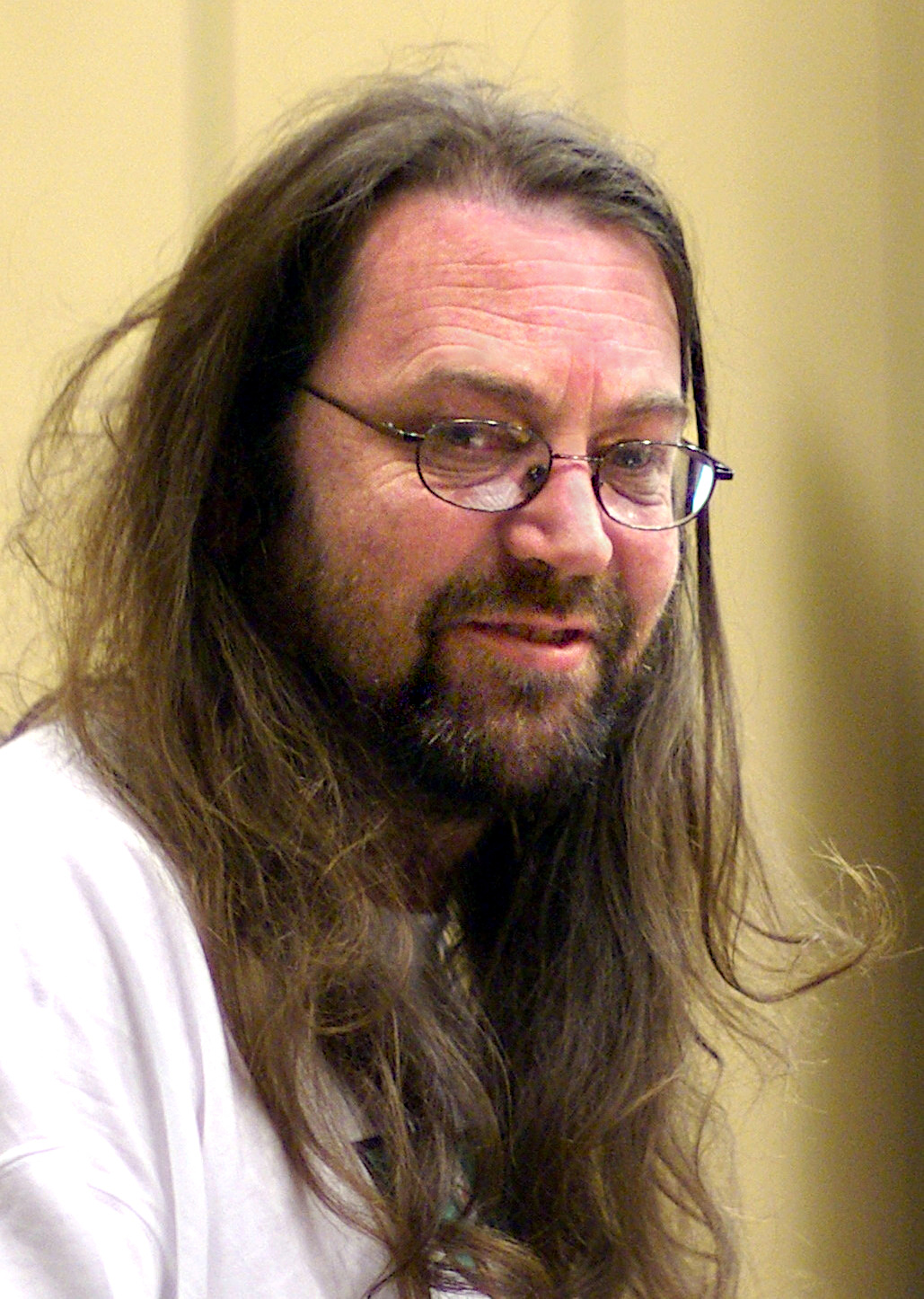
Jeff Minter in 2007

Jeff Minter (Reading, 22 april 1962) is een Brits computerspelontwerper en programmeur. Hij is de oprichter van het softwarehuis Llamasoft dat sinds de jaren 80 bestaat, maakte Tempest 2000 en Defender 2000 voor de Atari Jaguar in de jaren 90 en is ook bekend van Neon, een muziekvisualisatieprogramma dat in de Xbox 360 spelcomputer is ingebouwd. Daarnaast is hij de ontwikkelaar van diverse games op de Xbox Live Arcade (onder andere Space Giraffe, Gridrunner Revolution en Space Invaders Extreme).
De spellen van Minter zijn vaak arcade shoot 'em ups die favoriete elementen van Minter in het spel of in de titel bevatten zoals herkauwers (lama's, schapen, kamelen, enz.) en psychedelische elementen. Die laatste komen ook voor in zijn vroege 'light synthesizer'-programma's (bijvoorbeeld Trip-a-Tron).
Op webforums en in credits gebruikt Minter meestal het pseudoniem "Yak".
Ook maakte hij enkele games voor iOS zoals Minotaur Rescue (eerder aangekondigd als Solar Minotaur Rescue Frenzy), Minotron: 2112 en GoatUp.
Jeff Minter kwam in 2018 voor als de auteur Jerome F. Davies in de Black Mirror interactieve tv-film Bandersnatch op Netflix.

## Ontwikkelde spellen
- Attack of the Mutant Camels
- Revenge of the Mutant Camels
- Gridrunner (ook bekend als Matrix)
- Metagalactic Llamas Battle at the Edge of Time
- Laser Zone
- Hover Bovver
- Sheep in Space
- Mama Llama
- Llamatron
- Llamazap
- Tempest 2000
- Tempest 3000
- Defender 2000
- Space Giraffe
- Gridrunner Revolution
- Space Invaders Extreme
- Minotaur Rescue
- Minotron: 2112
- GoatUp
- Caverns of Minos